# Діамант (шрифт)
Брильянт (3 пт)
Діамант (4 пт)
Перл (5 пт)
Агат (5,5 пт)
Нонпарель (6 пт)
Міньйон (7 пт)
Петит (8 пт)
Боргес (9 пт)
Корпус (10 пт)
Філософі (11 пт)
Цицеро (12 пт)
Мітел (14 пт)
Терція (16 пт)
Парангон (18 пт)
Текст (20 пт)
Подв. цицеро(24 пт)
Практично нічого не видно
Діамáнт (від нім. diamant — алмаз, діамант) — дуже дрібний друкарський типографський шрифт, кегель якого становить 4 пункти(~1,41 мм в системі Pica; ~ 1,5 мм в системі Дідо). Цей кегль застосовується достатньо рідко (лише у спеціальних видах видань або для заголовків).

## Історія
Спочатку під назвою  діамант  був шрифт розміром 3 пункти. Цим шрифтом, відлитим зі срібла, були надруковані "Байки " І. А. Крилова (1855 рік). Це була маленька книга, видрукувана в дореволюційній Росії. Пізніше цей шрифт стали називати Діамант, а діамантом став шрифт в 4 пункти.
 Розміри кегля  Діамант  в різних друкарських системах:
| Система                               | Кегль метричний (в пунктах) | Розмір в мм | Кегль системи |
| ------------------------------------- | --------------------------- | ----------- | ------------- |
| Німецько-французька нормальна система | 4                           | 1,504       | 4             |
| Система Фурньє                        | ""                          | ""          | ""            |
| Німецька (Лейпцизька) система         | 3,85                        | ""          | 2             |
| Англійська система Вільяма Каслона    | 4,55                        | ""          | 178           |
| Англо-американська пунктовой система  | 4,22                        | 1,58        | 4,5           |

## Виноски
1. ↑  Архівована копія. Архів оригіналу за 2 листопада 2004. Процитовано 2 липня 2012.{{cite web}}:  Обслуговування CS1: Сторінки з текстом «archived copy» як значення параметру title (посилання)
2. ↑  Антикварна книга. Архів оригіналу за 14 травня 2012. Процитовано 2 липня 2012.
3. ↑  Проблеми зі шрифтами ? Вам сюди — FontProblem.narod.ru. Архів оригіналу за 7 липня 2012. Процитовано 2 липня 2012.